# Národní technická univerzita Ukrajiny
Národní technická univerzita Ukrajiny „Kyjevský polytechnický institut Igora Sikorského“ (ukrajinsky 'Національний технічний університет України «Київський політехнічний інститут імені Ігоря Сікорського», НТУУ «КПІ ім. І.Сікорського», rusky Национальный технический университет Украины «Киевский политехнический институт имени Игоря Сикорского», НТУУ «КПИ им. И.Сикорского») je vysokoškolská instituce založená v Kyjevě ruským carem Alexandrem II jako Polytechnická univerzita cara Alexandra II roku 1898.

## Historie

### Založení

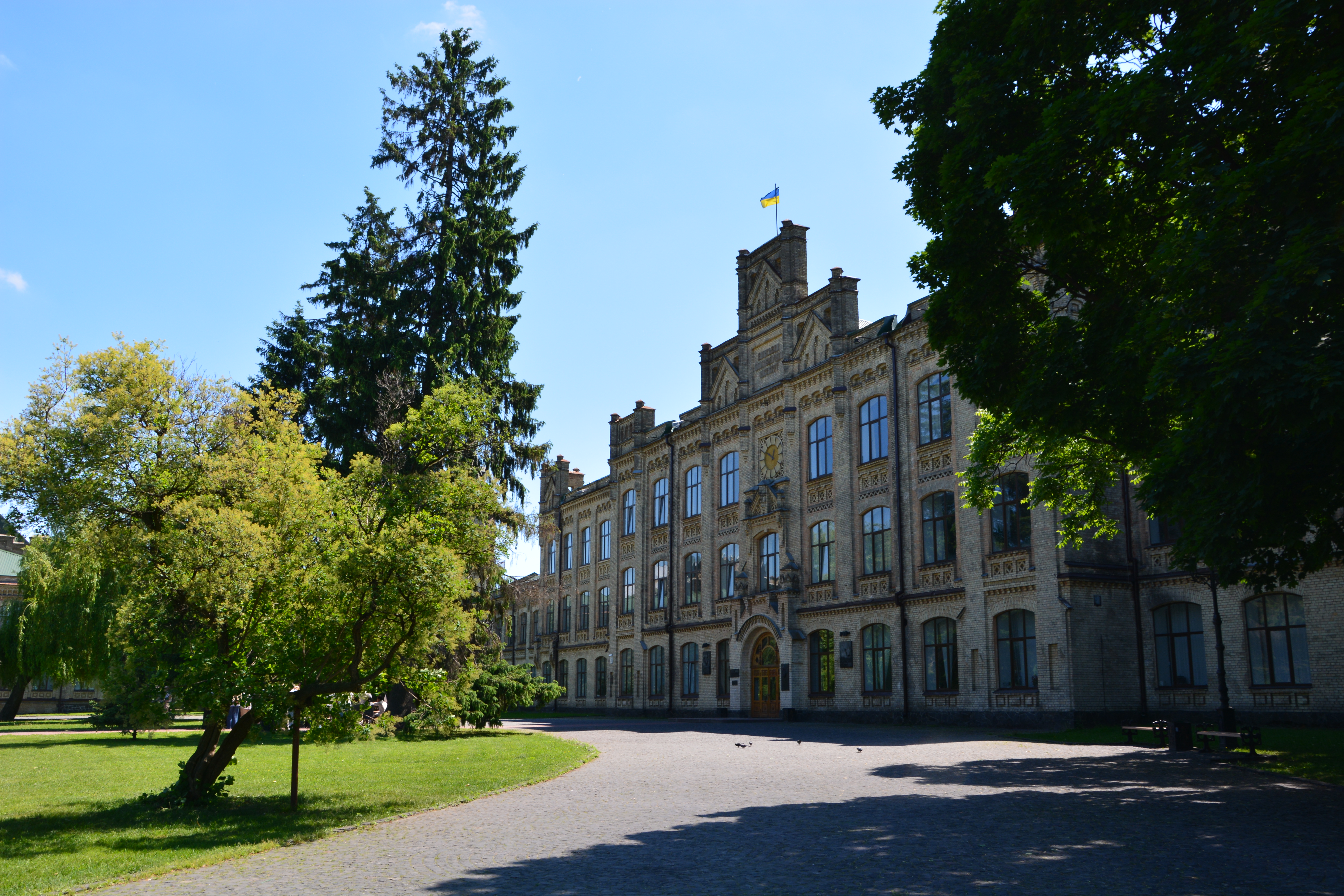
Národní technická univerzita Ukrajiny - hlavní část budovy

Rozhodnutí o založení univerzity bylo přijato 25. listopadu roku 1896 ruským carem Alexandrem II. Podle přijatého protokolu mělo být vzdělávací zařízení polytechnického typu a skládat se z několika částí, přičemž každá měla svoji specializaci. Jako inspirace posloužila Polytechnická vysoká škola v Curychu. Univerzita měla během svého založení čtyři katedry: mechanickou, chemickou, zemědělskou a katedru civilního strojírenství.
Přední ruští akademici a vědci jako Dimitrij Mendělejev, Nikolaj Žukovskij, Kliment Timirjazev ve mnohém vypomáhali během založení této nové ruské univerzity a vzdělávali budoucí akademiky.
Pro stavbu byl vybrán projekt I. S. Kitnera, ale jelikož sám Kitner žil v Petrohradě, stavbu řídil O. Kobelev. Na výstavbu finančně přispěly různé instituce i jednotlivci, mj. i kyjevská městská duma anebo Lazar Brodskij, podnikatel židovského původu.
Prvním ředitelem univerzity byl profesor Viktor Kirpičov. S ním začali na univerzitě pracovat ruští vědci, např. inženýr-technolog Konstantin Zvorykin, chemik Sergej Reformatskij, fyzik Georgij de Metc, matematik Nikolaj Delone a mnozí další.
V červnu 1898 byl oznámen nábor prvních studentů. Na 330 míst bylo podáno 1100 přihlášek a univerzita přijala celkem 360 lidí. Devadesát tři prvních absolventů obdrželo diplom v roce 1903.
Univerzita fungovala a nadále se zvětšovala až do roku 1941, kdy byla evakuována do středoasijského Taškentu.

### Polovina 20. století
Při osvobození Kyjeva v roce 1943 se na univerzitě začalo znovu pracovat a už v lednu 1944 byli přijati první studenti.
Úsilí pracovníků univerzity směřovalo v této době k obnovení budovy, která utrpěla značné škody při bojích o Kyjev. Díky zařazení univerzity do seznamu nejdůležitějších průmyslových univerzit v zemi nemuseli studenti jít do armády a měli vyšší stipendium.
Hlavním aspektem univerzity bylo vzdělávání studentů prostřednictvím praktických vědeckých prací.

## Současnost
Dnes je univerzita největší vysokou školou na Ukrajině a jednou z nejstarších[zdroj?] a největších univerzit na světě. Univerzita se vyvíjí a funguje na ploše 160 hektarů, na kterých se snoubí podmínky pro vzdělání, sport a uměleckou činnost. Cílem školy je příprava vysoce kvalifikovaných pracovníků a vědecký výzkum.